# Soil sealing
Il soil sealing è l'impermeabilizzazione dei suoli attraverso la trasformazione di terreni prima allo stato naturale o seminaturale in terreni poi urbanizzati. Spesso effetto dello urban sprawl e land take, il soil sealing è un processo considerato negativamente in quanto determina il consumo del suolo sovente correlato alla diminuzione della superficie agricola utilizzata (SAU), modifiche anche significative del paesaggio, e può innescare nuove dinamiche, ad esempio nello smaltimento delle acque di origine meteorica che si concentrano in pochi punti. Questo può comportare, specialmente su bacini idrografici non estesi, l'anticipo del punto di colmo nelle piene, quindi un tempo di concentrazione minore e l'aumento delle portate, il che si può sintetizzare in un'esasperazione dei fenomeni, con il verificarsi di criticità in punti anche lontani dall'area di nuova impermeabilizzazione e a distanza di tempo dalla realizzazione della stessa.